# ميلين شافاس
ميلين شافاس (ولدت في 7 يناير 1998) هي لاعبة كرة قدم فرنسية محترفة تلعب في مركز حارس المرمى لصالح نادي ريال مدريد نادي ريال مدريد الإسباني في الدوري الممتاز ومنتخب فرنسا الوطني لكرة القدم للسيدات.
في يونيو 2021، انضمت تشافاس إلى بوردو في صفقة لمدة عامين. في 5 يوليو 2023، انضمت إلى نادي ريال مدريد في دوري الدرجة الأولى الإسباني.